# Madonna da Escada
A Madonna da Escada é uma obra juvenil de Michelangelo Buonarroti, à exposição na Casa Buonarroti em Florença.

## História
A primeira vez que a "Madonna da escada" é incluída entre as obras de Michelangelo, foi em 1568, quando o fato é relatado por  Giorgio Vasari. 

## Descrição
Trata-se de uma escultura em alto-relevo, de 56,7cm de altura e largura de 40,1cm. A inspiração ao "stiacciato" de Donatello é evidente, embora o jovem Michelangelo já se destaca utilizando uma composição mais original, com a Virgem parecendo olhar em sentido contrário ao do espectador.